# Phallotorynus psittakos
Phallotorynus psittakos is een straalvinnige vissensoort uit de familie van de levendbarende tandkarpers (Poeciliidae). De wetenschappelijke naam van de soort is voor het eerst geldig gepubliceerd in 2005 door Lucinda, Rosa & Reis.